# Miron Pawlowitsch Seiliger
Miron Pawlowitsch Seiliger, geboren Meier Pinchussowitsch Seiliger, (russisch Мирон Павлович Зейлигер, Geburtsname Меер Пинхусович Зейлигер; * 8. Oktoberjul. / 20. Oktober 1874greg. in Odessa; † 1952) war ein russischer Physiker und Hochschullehrer.

## Leben
Seiliger studierte am St. Petersburger Technologischen Institut und lehrte dann dort. Sein Arbeitsschwerpunkt war die Thermodynamik der Verbrennungsvorgänge im Verbrennungsmotor. 1910 entdeckte er den nach ihm benannten Seiliger-Kreisprozess, auch bekannt als Dual Combustion Cycle sowie als Trinkler-Kreisprozess in Russland und Sabathé-Kreisprozess in Italien.
Nach der Oktoberrevolution emigrierte Seiliger und lebte ab 1924 in Frankreich. In Paris war er Professor am Russischen Höheren Technischen Institut (RWTI) und hielt Vorlesungen über  Antriebstechnik mit Innerer Verbrennung und über Thermodynamik (1933–1934). Er war Mitglied des Rats der Lehrstuhlleiter des RWTI und Mitglied der Gesellschaft Russischer Ingenieure, in der er Vorträge hielt.
Seiligers Nichte war die Dichterin Margarita Iossifowna Aliger.

## Werke (Auswahl)
- Graphische Thermodynamik und Berechnen der Verbrennungs-Maschinen und Turbinen, Springer, Berlin/Heidelberg, 1922, ISBN 978-3-662-42983-9.
- Die Hochleistungs-Dieselmotoren, Springer, Berlin/Heidelberg, 1926
- Kompressorlose Dieselmotoren und Semidieselmotoren, Springer, Berlin/Heidelberg, 1929, ISBN 978-3-662-25489-9.